# Cynthia Valenzuela
Cynthia Valenzuela est une harpiste mexicaine. Elle joue de la harpe celtique. C'est la première harpiste à jouer de la harpe celtique métallique conçue et réalisée par son époux.
Outre sa participation à concerts et l'édition de  disques, elle utilise la harpe pour des méditation et des thérapies,.
Elle a accompagné Alan Stivell lors d'un concert au Mexique en 2001 au festival del Tajín.

## Discographie
- Canciones de Cuna para Arrullar el Alma, Urtext Digital Classics[4]
- Cantos mágicos, Urtext Digital Classics
- Arpa Celta, Urtext Digital Classics[5]
- The versatil celtic harp, WoldSong Records
- Arpa selva, Urtext Digital Classics[6]
- Celestial sound, Urtext Digital Classics
- Vermillion Sea, Gyroscope, en collaboration avec Gene Bowen[7],[8]